# Lorena Macyszyn
María Lorena Macyszyn (Argentina; 28 de julio de 1978) es una política argentina de La Libertad Avanza. Es Diputada de la Nación Argentina por Buenos Aires desde 2023.

## Biografía
Lorena Macyszyn es Licenciada en administración de la Universidad de Buenos Aires, y tiene una Maestría en Políticas Públicas en la Universidad Austral. Trabajó en la Agencia de Recaudación bonaerense (ARBA) desde el año 2010 hasta 2017.
En las Elecciones legislativas de 2023 fue electa Diputada de la Nación Argentina por Buenos Aires por la lista La Libertad Avanza.

## Historial electoral
|  | 21,72 % |

|  | 25,43 % |

## Vida personal
Macyszyn es cuñada de Carolina Píparo.